# Dutkevichella
Dutkevichella es un género de foraminífero bentónico de la subfamilia Fusulininae, de la familia Fusulinidae, de la superfamilia Fusulinoidea, del suborden Fusulinina y del orden Fusulinida. Su especie tipo es Fusulina dutkevichi. Su rango cronoestratigráfico abarca el Moscoviense (Carbonífero superior).

## Discusión
Clasificaciones más recientes incluyen Dutkevichella en la subclase Fusulinana de la clase Fusulinata.

## Clasificación
Dutkevichella incluye a la siguiente especie:
- Dutkevichella dutkevichi